# NGC 5588
NGC 5588 (другие обозначения — NGC 5589, UGC 9197, MCG 6-32-5, ZWG 192.4, PGC 51300) — спиральная галактика с перемычкой (SBa) в созвездии Волопас.
Этот объект занесён в новый общий каталог несколько раз, с обозначениями NGC 5588, NGC 5589.
Этот объект входит в число перечисленных в оригинальной редакции «Нового общего каталога».